# Hieracium crassipedipilum
Hieracium crassipedipilum es una especie de planta con flor del género Hieracium, de la familia Asteraceae, orden Asterales.

## Distribución
Hieracium crassipedipilum se distribuye por Polonia y Eslovaquia.

## Taxonomía
Fue descrita científicamente por (Pawl. & Zahn) J. Chrtek fil. Fue publicada en Phyton (Horn) 37: 206 (1998).